# Lazise
Lazise é uma comuna italiana da região do Vêneto, província de Verona, com cerca de 6 053 habitantes. Estende-se por uma área de 64,95 km², tendo uma densidade populacional de 95 hab/km². Faz fronteira com Bardolino, Bussolengo, Castelnuovo del Garda, Padenghe sul Garda (BS), Pastrengo, Sirmione (BS).

## Demografia
| Variação demográfica do município entre 1861 e 2011                               |
|                                                                                   |
| Fonte: Istituto Nazionale di Statistica (ISTAT) - Elaboração gráfica da Wikipedia |